# В'язова (Богодухівський район)
В'я́зова — село в Україні, у Краснокутській селищній громаді Богодухівського району Харківської області. Населення становить 611 осіб. До 2020 орган місцевого самоврядування — В'язівська сільська рада.

## Географія
Село В'язова знаходиться на березі річки Ковалівка, нижче за течією на відстані 1 км розташоване село Михайлівка. На річці зроблені великі загати.

## Історія

### Давня історія
Село виникло в середині XVIII ст. і належало до Рандавської волості Богодухівського повіту Харківської губернії.
Поміщик Бардаков заснував незадовго до реформи 1861 році економію. Для обробітку своїх земель наймав селян, які поступово поселялися навколо економії. Вже після реформи це було чимале село, яке спочатку називалось Бардаково, за йменням поміщика місцевої економії.

### ХХ століття
7(20) листопада 1917 р. Харківщина увійшла до складу УНР згідно з 3-м Універсалом УЦР.
В кінці 1917 року в селі встановилась радянська влада, із більшовицькими військами співпрацювала група місцевих жителів на чолі з Мусоровим і Чучмаком. Незабаром села Бардаково, Рандава і другі хутори волості були визволені армією УНР. В цей час село одержало нову назву В'язова. В січні 1918 року армія УНР відступила з села, а навесні того ж року в село вступили німецько-австрійські війська. В листопаді 1918 року внаслідок революції в Німеччині ці війська відступили, і, оскільки Українська Держава на чолі з Павлом Скоропадським припинила існування, певний час населений пункт перебував під владою УНР. Під натиском Червоної армії в селі ненадовго відновилася радянська окупація. з літа до грудня 1919 року перервана нападом військ Денікіна. Певний час проти радянських урядовців та активістів тривав збройний опір, унаслідок якого загинули Мусоров і Чучмак.
Почали створюватися перші колгоспи. В 30 –ті роки було організовано колгосп у с. В'язова «Перемога». Все майно куркулів, яких було багато в селі, забрали в колгосп. Першими організаторами колгоспу були: Тронько А. П., Ткаченко І. Н., Мамченко І. М., Борисенко І. М., Борисенко Г. О., Гонтар, брати Жидкови. Першим головою колгоспу був — Ячкін І. Я., він же був і першим секретарем партійної організації колгоспу, яка налічувала 5 чоловік.
Колгосп мав 370 га землі, 3 пари волів, 11 коней, 8 плугів. В річницю заснування колгоспу приїхали шефи — працівники Харківського поштампу Південної залізниці, щоб допомогти жителям села у вичищенні ставка. Поступово колгосп міцнів, починалось нове життя. У 1931 р. з'явився перший трактор «Форзон», на якому працював Полежака Дмитро Федорович.
Тяжка доля спіткала наш народ у 1932—1933 р. Багато людей померло від голоду, але залишилися жити 65 чоловік.
Потім були важкі часи Німецько-радянської війни. Відразу ж в 1941 році влітку німецькі війська захопили територію села. Велися тяжкі бої.
Село В'язова було звільнено воїнами Радянської Армії влітку 25 серпня 1943 року. Визволителями села були славні воїни-гвардійці 5-ї і 6-ї гвардійської дивізії, 2-го та 10-го танкового корпусу 1-ї танкової армії. Вони билися з відбірними німецькими частинами танкової дивізії «Мертва голова».
В центрі села знаходиться братська могила, де поховано більше ніж 70 радянських воїнів.
У нашому селі проживав Герой Радянського Союзу Погорєлов Іван Федорович, якому за форсування Дніпра було присвоєно це звання з врученням ордена Леніна і медалі «Золота зірка». Після війни Погорєлов І. Ф. поступив до Вовчанського педучилища, а пізніше закінчив Харківський педагогічний інститут. У 1953 році був призначений директором В'язівської школи, а потім вчителем історії та географії. Помер 8 липня 1980 р.
Після війни в селі залишилася одна хата, у якій після відступу нацистів відразу відкрили школу. Всі інші були спалені. Повернувшись з евакуації жителі села, розпочали відбудову. Спочатку рили землянки, бо надворі стояла осіння пора і налагоджували господарство
У 1957 році було електрифіковано село і проведено радіо.
Після об'єднання колгоспів с. Михайлівка і В'язова новоутвореному господарству присвоєно ім'я Кутузова.
Молодь почала повертатися до рідного села. Були побудовані магазин, лікарня, будинок культури, дитячий садочок.
У селі була восьмирічна школа, яка складалася з двох невеликих приміщень, які були непридатні для навчання. Класів для навчання було п'ять, вузькі коридори, малі і темні. Учительська була маленька. В одному корпусі приміщень два класи були перегороджені роздвижними дверима, які відчинялись для проведення масових заходів у школі. Учні навчались у дві зміни. Класи були переповнені школярами.
Працюючий на той час директором школи Гречка Іван Антонович, неодноразово їздив у Київ для прискорення розробки проекту побудови нової школи.
І ось настав той час, якого чекали з нетерпінням всі мешканці села. Весною 1975 року розпочалося будівництво нової двоповерхової школи з великою просторою спортивною залою. На будівництві школи працювали робітники Краснокутського ПМК, батьки, вчителі, учні, техпрацівники. За короткий час школа була побудована. І в листопаді місяці відбулося урочисте її відкриття.
Здавна славилося прекрасними трудівниками наше село, які вміли не тільки добре працювати, а ще й добре співати. Як дорогоцінний скарб, передавали з покоління в покоління пісні рідного краю художній ансамбль «Івушка», який було створено в 70-ті роки ХХ століття.

### Незалежна Україна
У 1996 році у селі було засновано фольклорний ансамбль «Калина», який був неодноразовим лауреатом районних та обласних фестивалів. До складу ансамблю входили: Булига Ніна Іванівна, Чуль Галина Костянтинівна, Мірошниченко Валентина Петрівна, Пономаренко Ганна Самійлівна, Мірошниченко Наталія Кирилівна, Ткаченко Катерина Петрівна, Жидкова Раїса Костянтинівна, Пономаренко Галина Петрівна. Керівником була директор сільського будинку культури Кушнерук Ольга Антонівна.
У 80-х роках було проведено водопровід у селі, у 1992 році село було газифіковано, у 1993 — асфальтовано.
У 2000 році колгосп імені Кутузова було перейменовано у приватну агрофірму «ВАТАЛ» генеральним директором якої є Нікітенко М. П. Він переймається проблемами села і прикладає немало зусиль, щоб наше село було красиве, квітуче, чисте.
12 червня 2020 року, розпорядженням Кабінету Міністрів України № 725-р «Про визначення адміністративних центрів та затвердження територій територіальних громад Харківської області», увійшло до складу Краснокутської селищної громади.
19 липня 2020 року, в результаті адміністративно-територіальної реформи та ліквідації Краснокутського району, село увійшло до складу Богодухівського району.